# Tannenberg (Führerhauptquartier)

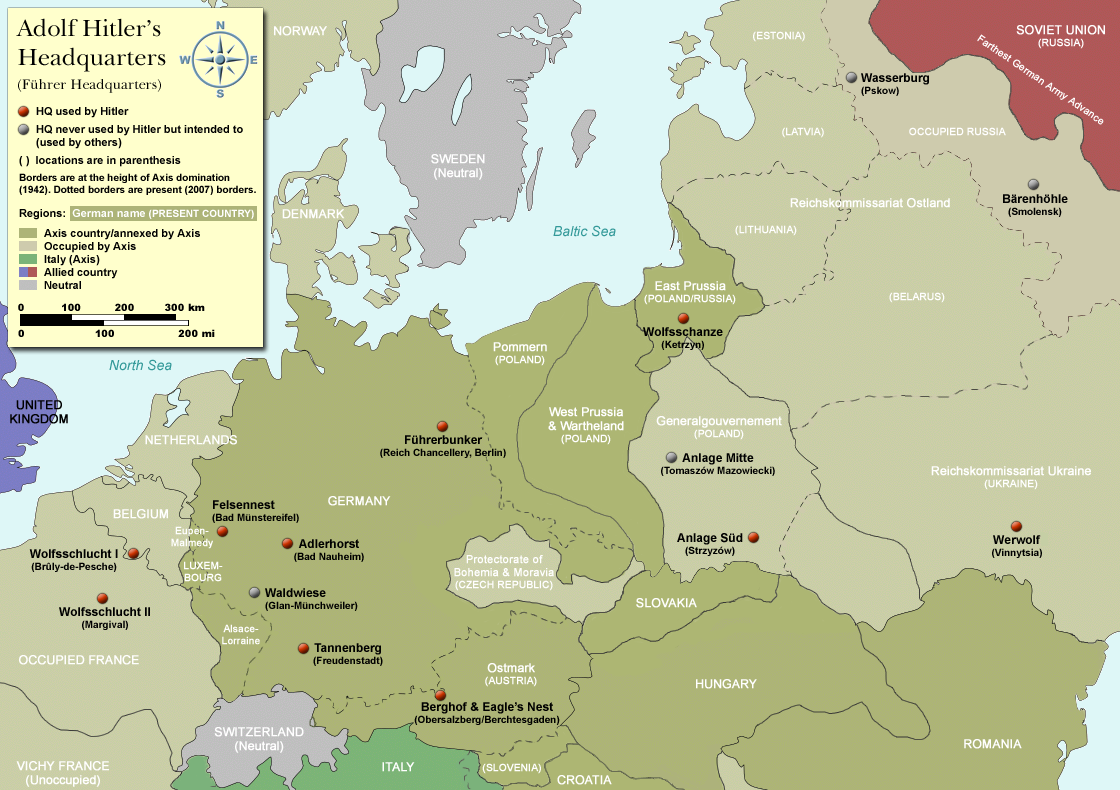
Kaart van Europa met locatie "Tannenberg"

De Tannenberg was een hoofdkwartier van Adolf Hitler, gelegen in de bossen boven op de Kniebis, een 960 meter hoge berg in het Zwarte Woud. Het nabijgelegen dorp Kniebis (gemeente Freudenstadt) is naar de berg vernoemd. Het complex werd in 1939 gebouwd in opdracht van de Organisation Todt door een aantal lokale aannemers als onderdeel van de voorbereidingen voor de Duitse invasie van Frankrijk.
Er waren twee bunkers waarvan één functioneerde als Hitlers onderkomen en de ander diende als telecommunicatiecentrum. Voor de rest waren en een aantal houten verblijven waaronder een casino (officiersverblijf) en een klein chalet voor Hitler. Hitler verbleef hier één keer van 27 juni tot 6 juli 1940 na de bezetting van Frankrijk op de terugreis van zijn bezoek aan Parijs op 23 juni. In november 1940 werd het complex overgenomen door het Wehrbereichskommando Stuttgart.
In april 1945 naderde het V Corps (US) en is het complex opgeblazen door de Duitse genie. De sloop van Tannenberg werd voortgezet in het naoorlogse Duitsland, veel materiaal is hergebruikt door de lokale bevolking. Vandaag de dag is er niet veel meer over van het complex. Het merendeel van de bunkers liggen verscholen in de bossen en grotendeels bedekt onder een laag aarde.

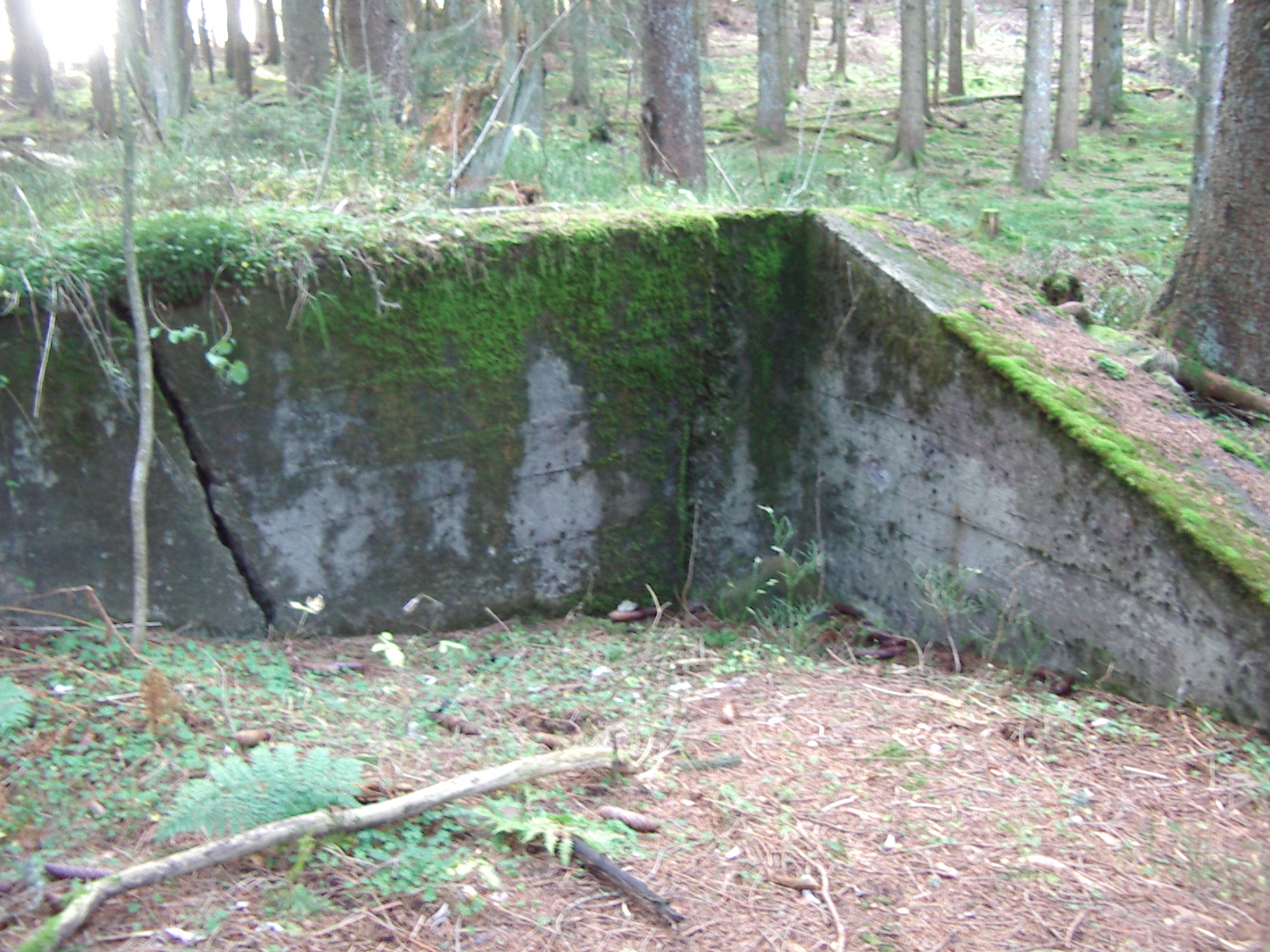
FHQ Tannenberg

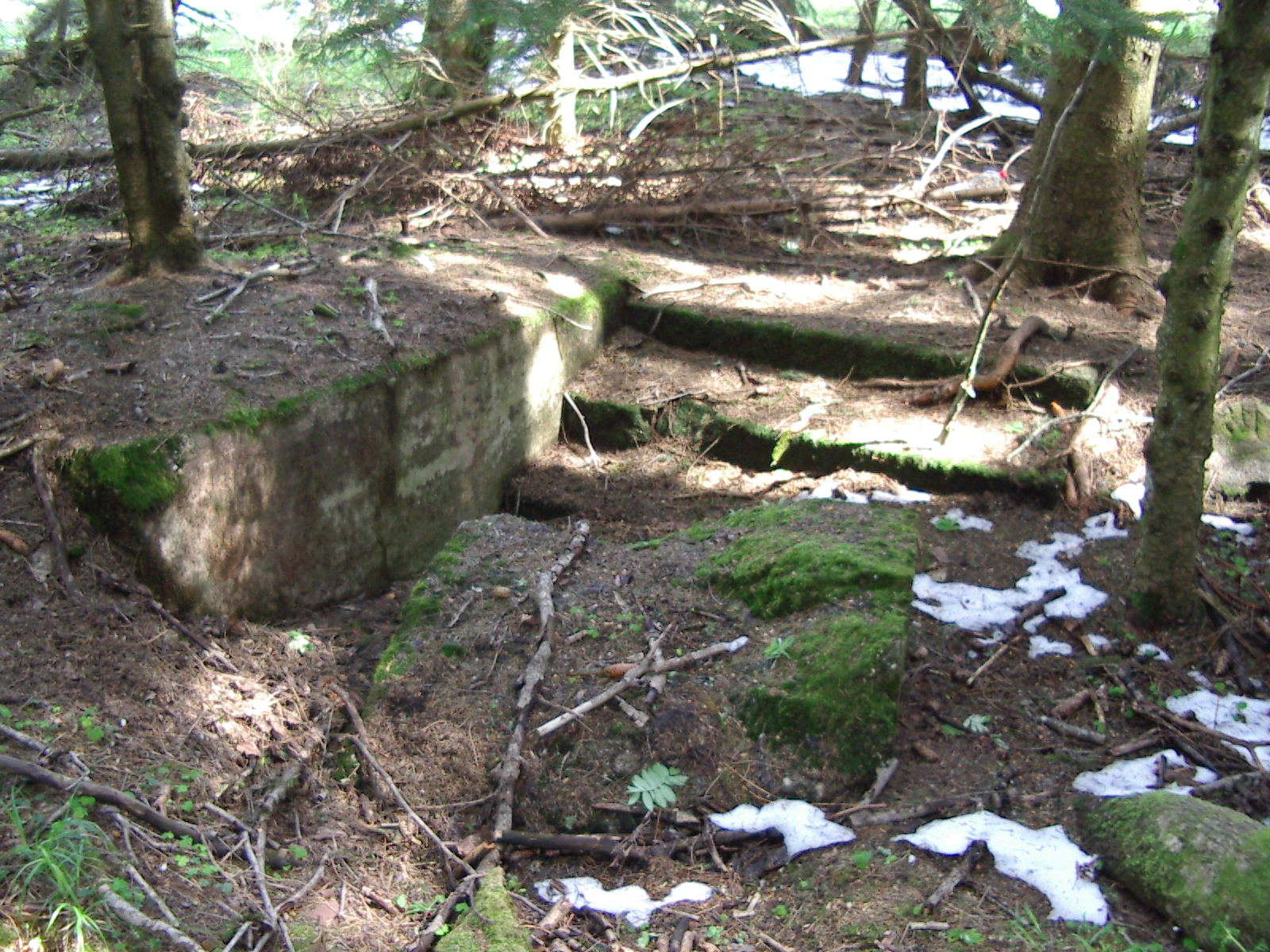
FHQ Tannenberg

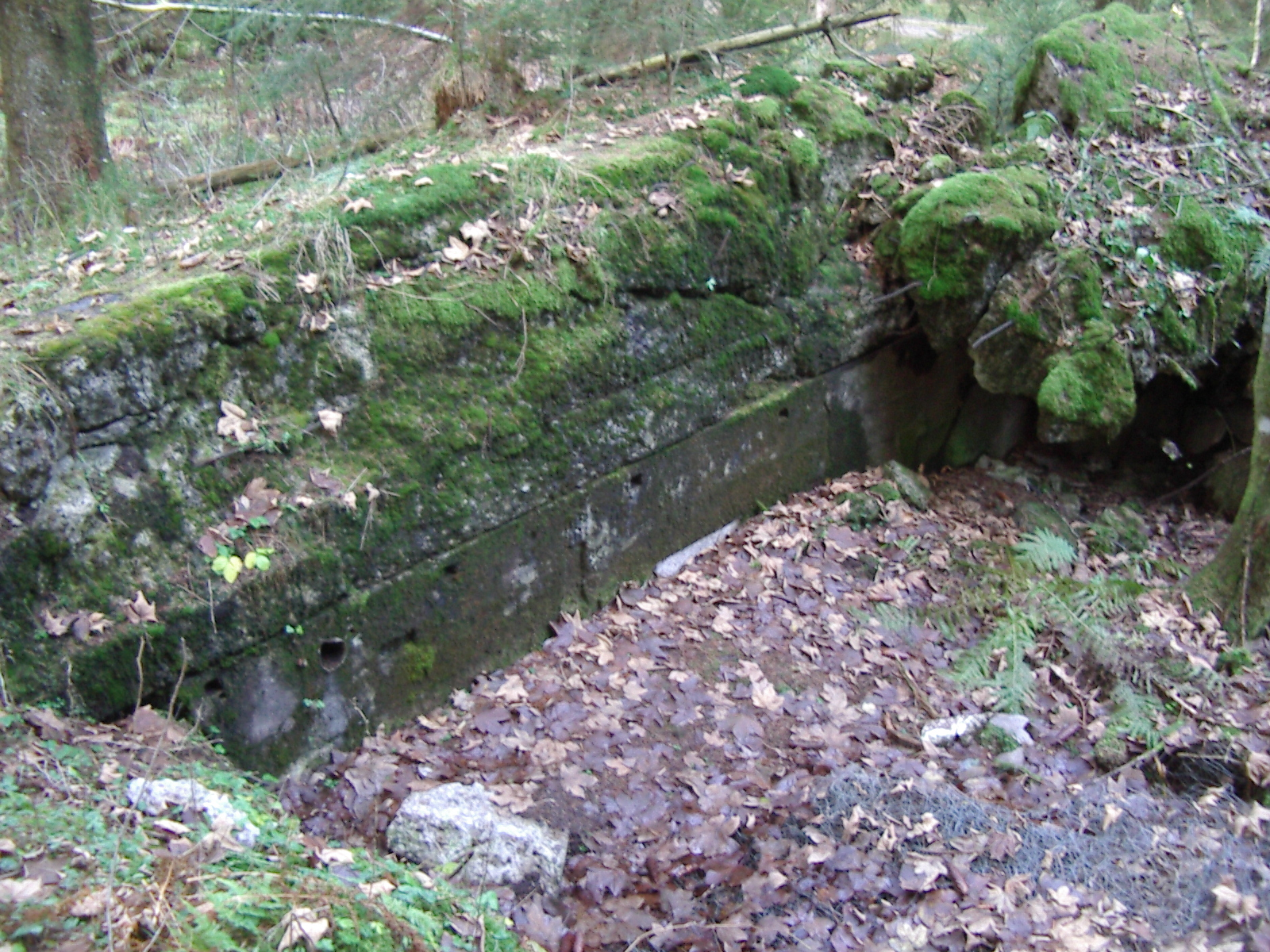
FHQ Tannenberg

## Literatur
- Franz W. Seidler, Dieter Zeigert: Die Führerhauptquartiere. Anlagen und Planungen im Zweiten Weltkrieg. München 2000, ISBN 3-7766-2154-0, S. 180–183.
- Ralf Bernd Herden: Das „Führerhauptquartier Tannenberg“ auf dem Kniebis. In: Martin Ruch (Hrsg.): Die Ortenau. Veröffentlichungen des Historischen Vereins für Mittelbaden. 82. Jahresband 2002, Bühl 2002, S. 681–684.

Adlerhorst ·
Anlage Mitte ·
Anlage Süd ·
Bärenhöhle ·
Felsennest ·
Siegfried ·
Tannenberg ·
Waldwiese ·
Wasserburg ·
Werwolf ·
Wolfsschanze ·
Wolfsschlucht I ·
Wolfsschlucht II

Andere verblijfsplaatsen van Adolf Hitler: Berghof ·
Rijkskanselarij (met Führerbunker)